# Euphorbia faucicola
Euphorbia faucicola là một loài thực vật có hoa trong họ Đại kích. Loài này được L.C.Leach mô tả khoa học đầu tiên năm 1977.